# Radical Entertainment
Radical Entertainment – kanadyjskie studio z siedzibą w Vancouver i będące oddziałem Activision, założone w 1991 r. przez weteranów branży Rory’ego Armesa, Dave Davisa oraz nowego w branży Iana Wilkinsona. Armes i Davis, wcześniej pracowali w Distinctive Software, zanim zostało przejęte przez Electronic Arts i przemianowane na EA Canada.

## Początki
Na początku swojego istnienia studio zajmowało się portowaniem tytułów na platformy NES i Segę Genesis. Między 1997 a 1998 rokiem część pracowników studia odeszło tworząc kolejno: w 1997 r. – Relic Entertainment (Alex Garden i Luke Moloney), w maju 1998 r. – Barking Dog Studios (na czele m.in. z Brianem Thalkenem, Peterem Grantem i Michaelem Gyorim) oraz Black Box Games (Michael Sikes, Paul Tremblay)

## 369 Interactive
Pod szyldem 369 Interactive, Radical Entertanment stworzyło gry na podstawie popularnego serialu TV CSI: Kryminalne zagadki Las Vegas w partnerstwie z Ubisoftem. Po 2008 r. aktywność strony zanikła (tj. nie wyświetla strony internetowej Radical).

## Przejęcie przez Vivendi Universal
Współpraca Radical z Vivendi rozpoczęła się już w 2003 r, przy okazji The Simpsons: Hit & Run oraz The Hulk, jednak do zawiązania umowy między obiema podmiotami doszło w marcu 2004 r. Umowa ta dawała developerowi wyłączność na produkcję 6 nowych tytułów, w zamian za to Vivendi otrzymało patenty technologiczne oraz zyskało możliwość przejęcia po wygaśnięciu umowy. W grudniu Kanadyjczycy pochwalili się wynikami sprzedaży kilku ostatnio wydanych tytułów (osiągając ponad 8 mln sprzedanych egzemplarzy), co zachęciło Vivendi do kupna Radical, co miało miejsce w marcu 2005 r. Wydawca zapewniał przy tym, że zakup ten nie wpłynie na status studia, deklarując jego niezależność. Po tym wydarzeniu, studio zajęło się tworzeniem gier na podstawie popularnych marek, tj. Człowiek z blizną oraz Hulk, będąc sygnowane logiem Sierry – własności Vivendi. Ponadto otrzymało licencję na tworzenie gier na podstawie maskotki Sony – Crasha Bandicoota, m.in. przejmując produkcję Crash Tag Team Racing od TT Games oraz tworząc Crash of the Titans – obie osiągając sukces komercyjny i potwierdzając, że „Crash zamieszkał u Radical”, sugerując, że studio zajmie się kolejnymi tytułami tej marki. W trakcie tworzenia sequela Crash of the Titans – Crash: Mind over Mutant, Radical Entertainment rozpoczęło pracę nad własną marką – Prototype

## Jako oddział Activision
W lipcu 2008 r. Vivendi Games ogłosiło fuzję z Activision, tworząc Activision Blizzard. W związku z tym, miesiąc później rozpoczęła się restrukturyzacja nowo powstałej spółki, co bezpośrednio dotknęło m.in. także Radical zajętego pracami nad trzema projektami: nieznanym z nazwy, Crash: Mind over Mutant oraz Prototype. W związku ze zmianą IP na studio first-party, developer został zmuszony do złożenia wypowiedzeń blisko połowie całej załogi (ok. 100 osób). Dodatkowo, z firmy odszedł współzałożyciel studia, Ian Wilkinson (odnajdując miejsce w Hothead Games). Skutkiem tychże decyzji stało się wstrzymanie prac nad nieznanym projektem (jakim, wg jednego z pracowników studia, był Scarface 2, nad którym prace zajęły ponad 2 lata i był bliski ukończenia, lecz decyzją Activision zostało anulowane). Ostatecznie, Crash: Mind over Mutant zostało wydane w październiku 2008 r. i było ostatnim tytułem sygnowanym logiem Sierry, zaś Prototype zyskało kredyt zaufania ze strony Activision
W trakcie prac nad Prototype w kwietniu 2009 r, pojawiły się pogłoski sugerujące prace developera nad kolejną częścią przygód Spider-Mana. Choć Activision potwierdziło prace nad grą z Człowiekiem-Pająkiem w tytule, to nie wspominał o udziale Radical w tym projekcie. Sam developer oficjalnie nie miał żądnych pobocznych projektów (choć wg innego pracownika Radical, nieoficjalnie pracowano od roku nad kolejnym nienazwanym projektem); dodatkowo ponownie ruszyły zwolnienia, czego wynikiem była utrata pracy przez 60 pracowników, a projekt Crash Landed został decyzją Activision skasowany. W 2010 podczas Spike Games Awards Radical ogłosiło Prototype 2 mające być największą grą wyprodukowaną do tej pory przez developera

## Prototype 2 i zwolnienia (od 2010)
Pierwsze szczegóły dotyczące nadchodzącego tytułu zostały ogłoszone w trakcie wywiadu z EGMi, wtedy też zdradzono, że zatrzymano produkcję nieznanej z tytułu gry, mającej być wg plotek oraz spekulacji graczy, kolejną grą z uniwersum Crash Bandicoota, Spider-Mana lub Jasona Bourne’a. W styczniu 2011 opublikowano materiał z anulowanej gry na bazie Jason Bourne, pt. Treadstone. Kasacja tytułu nastąpiła, gdy prawa do marki zostały przejęte przez Ludlum Entertainment, aby następnie licencję uzyskało Electronic Arts.
Oby uczcić zbliżającą się premierę Prototype 2 ujawniło, że wraz z wydaniem gry, pojawi się RadNet, podobnie do Call of Duty: Elite, będący hubem do gry online, zawierającym wyzwania dla graczy, które nagradzały gracza w trakcie gry, m.in. nowymi avatarami profilu, materiałami developerskimi oraz dynamicznymi czołówkami.
Ostatecznie, Prototype 2 na świecie wyszło w kwietniu 2012, będąc jednocześnie największą grą studia i zyskując pozytywne recenzje na PS3 I Xbox 360, na PC pojawiając się w lipcu. Sprzedaż tytułu zdominowała listy sprzedaży w kwietniu 2012 i osiągając lepsze wyniki sprzedażowe od Kinect Star Wars oraz Call of Duty: Modern Warfare 3. Globalnie osiągając poziom bliski miliona kopii w 2 miesiące.
W 28 czerwca 2012 r. Activision ogłosiło, że Radical Entertainment czeka „znacząca redukcja zatrudnienia” i „zaprzestanie produkcji własnych tytułów”, co skłoniło media do spekulacji, że studio zostało zamknięte. Wydawca stwierdził porażkę tytułu w dotarciu do szerszej społeczności, podając jako powód zamknięcia studia. Odwołując się do komunikatu Activision, pewna liczba pracowników wciąż pracujących w Radical Entertainment, będzie wspierało inne projekty wydawcy, utrzymując zatem studio aktywne, pozostające jako studio pomocnicze.
W 2013 r. jeden z pracowników Radical Entertainment, Marcin Chady został szefem Digital Scapes Studio, kanadyjskiego oddziału firmy Techland.

## Wyprodukowane gry
| Rok  | Tytuł                                              | Platforma                                           |
| ---- | -------------------------------------------------- | --------------------------------------------------- |
| 1992 | The Adventures of Rocky and Bullwinkle and Friends | Nintendo Entertainment System                       |
| 1992 | The Terminator                                     | Nintendo Entertainment System                       |
| 1993 | The Battle of Olympus                              | Game Boy                                            |
| 1993 | Mario Is Missing!                                  | Nintendo Entertainment System                       |
| 1993 | Pelé!                                              | Sega Genesis                                        |
| 1993 | Wayne’s World                                      | Game Boy, Nintendo Entertainment System             |
| 1994 | Bebe’s Kids                                        | Super Nintendo Entertainment System                 |
| 1994 | MTV's Beavis and Butt-Head                         | Sega Genesis                                        |
| 1994 | Mario's Time Machine                               | Nintendo Entertainment System                       |
| 1994 | Pelé II: World Tournament Soccer                   | Sega Genesis                                        |
| 1994 | Al Unser Jr.'s Road to the Top                     | Super Nintendo Entertainment System                 |
| 1994 | Mountain Bike Rally                                | Super Nintendo Entertainment System                 |
| 1994 | Speed Racer in My Most Dangerous Adventures        | Super Nintendo Entertainment System                 |
| 1994 | Brett Hull Hockey                                  | Super Nintendo Entertainment System                 |
| 1995 | Brett Hull Hockey '95                              | Sega Genesis, Super Nintendo Entertainment System   |
| 1996 | The Divide: Enemies Within                         | Microsoft Windows, PlayStation                      |
| 1996 | Power Piggs of the Dark Age                        | Super Nintendo Entertainment System                 |
| 1996 | NHL Powerplay '96                                  | Microsoft Windows, PlayStation, Sega Saturn         |
| 1996 | Grid Runner                                        | Microsoft Windows, PlayStation, Sega Saturn         |
| 1997 | Independence Day                                   | Microsoft Windows, PlayStation, Sega Saturn         |
| 1997 | NHL Powerplay '98                                  | Microsoft Windows, PlayStation                      |
| 1997 | NHL All-Star Hockey '98                            | Sega Saturn                                         |
| 1998 | ESPN X Games Pro Boarder                           | Microsoft Windows, PlayStation                      |
| 1999 | Blood Lines                                        | PlayStation                                         |
| 1999 | MTV Sports: Snowboarding                           | PlayStation                                         |
| 1999 | NBA Basketball 2000                                | Microsoft Windows, PlayStation                      |
| 1999 | NHL Championship 2000                              | Microsoft Windows, PlayStation                      |
| 2000 | Jackie Chan Stuntmaster                            | PlayStation                                         |
| 2000 | MTV Sports: Pure Ride                              | PlayStation                                         |
| 2001 | Dark Summit                                        | GameCube, PlayStation 2, Xbox                       |
| 2001 | The Simpsons: Road Rage                            | GameCube, PlayStation 2, Xbox                       |
| 2002 | Tetris Worlds                                      | GameCube, Xbox                                      |
| 2002 | Monsters, Inc. Scream Arena                        | GameCube                                            |
| 2002 | James Cameron’s Dark Angell                        | PlayStation 2, Xbox                                 |
| 2003 | Hulk                                               | Microsoft Windows, GameCube, PlayStation 2, Xbox    |
| 2003 | The Simpsons: Hit & Run                            | Microsoft Windows, GameCube, PlayStation 2, Xbox    |
| 2005 | The Incredible Hulk: Ultimate Destruction          | GameCube, PlayStation 2, Xbox                       |
| 2005 | Crash Tag Team Racing                              | GameCube, PlayStation 2, Xbox, PlayStation Portable |
| 2006 | Scarface: Człowiek z blizną                        | Microsoft Windows, PlayStation 2, Wii, Xbox         |
| 2007 | Crash of the Titans                                | PlayStation 2, Wii, Xbox 360                        |
| 2008 | Crash: Mind over Mutant                            | PlayStation 2, Wii, Xbox 360                        |
| 2009 | Prototype                                          | Microsoft Windows, PlayStation 3, Xbox 360          |
| 2012 | Prototype 2                                        | Microsoft Windows, PlayStation 3, Xbox 360          |

### Anulowane gry
| Rok  | Tytuł                                   | Platforma                           |
| ---- | --------------------------------------- | ----------------------------------- |
| 1994 | Brett Hull Hockey                       | Sega Genesis                        |
| 1995 | RHI Roller Hockey '95                   | Super Nintendo Entertainment System |
|      | Durango                                 | PlayStation, Microsoft Windows      |
| 2001 | A.I. The Circuit or A.I. Gladiator      | Xbox                                |
| 2006 | Scarface: Człowiek z blizną             | Xbox 360                            |
| 2008 | Scarface 2                              | (brak informacji)                   |
| 2008 | Treadstone                              | (brak informacji)                   |
| 2010 | Crash Bandicoot: Landed or Crash Landed | PlayStation 3, Wii, Xbox 360        |